# مزامیرنامه

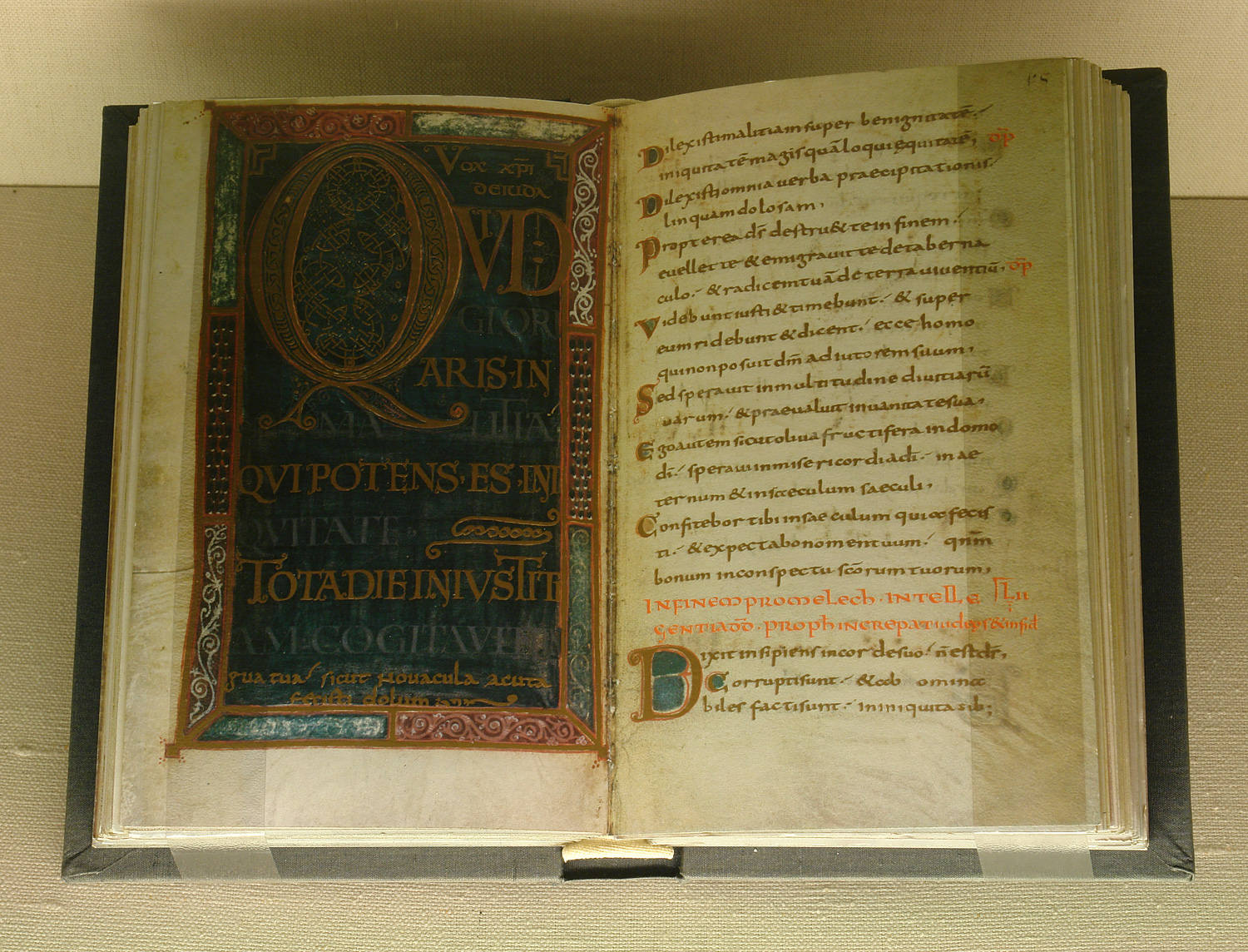
مزامیرنامهٔ گُلدنر.

مَزامیرنامه (به انگلیسی: psalter) به مجلدی از کتاب گفته می‌شود که دربرگیرندهٔ متن مزامیر باشد و معمولاً متون مذهبی مسیحی دیگری نیز به آن افزوده شده‌باشد.
در سده‌های میانه، مزامیرنامه‌ها از محبوب‌ترین دست‌نوشته‌ها برای آرایه‌بندی و زراندود کردن بود و از این نظر با کتاب‌های انجیل رقابت می‌کرد. مزامیرنامه‌های سده‌های میانه بیشتر شامل یک تقویم، یک مناجات‌نامه قدیسان، سرودهایی از عهد عتیق و عهد جدید و دیگر متون روحانی می‌شد. مزامیرنامه‌های این دوره با مینیاتورها و آرایه‌های گوناگونی تزئین می‌شد.
مزامیرنامه خود بخشی است از زمان‌نامه  دعاها (در مسیحیت شرقی) یا نیایش‌نامهٔ روزانه (در مسیحیت غربی).